# Cirque contemporain

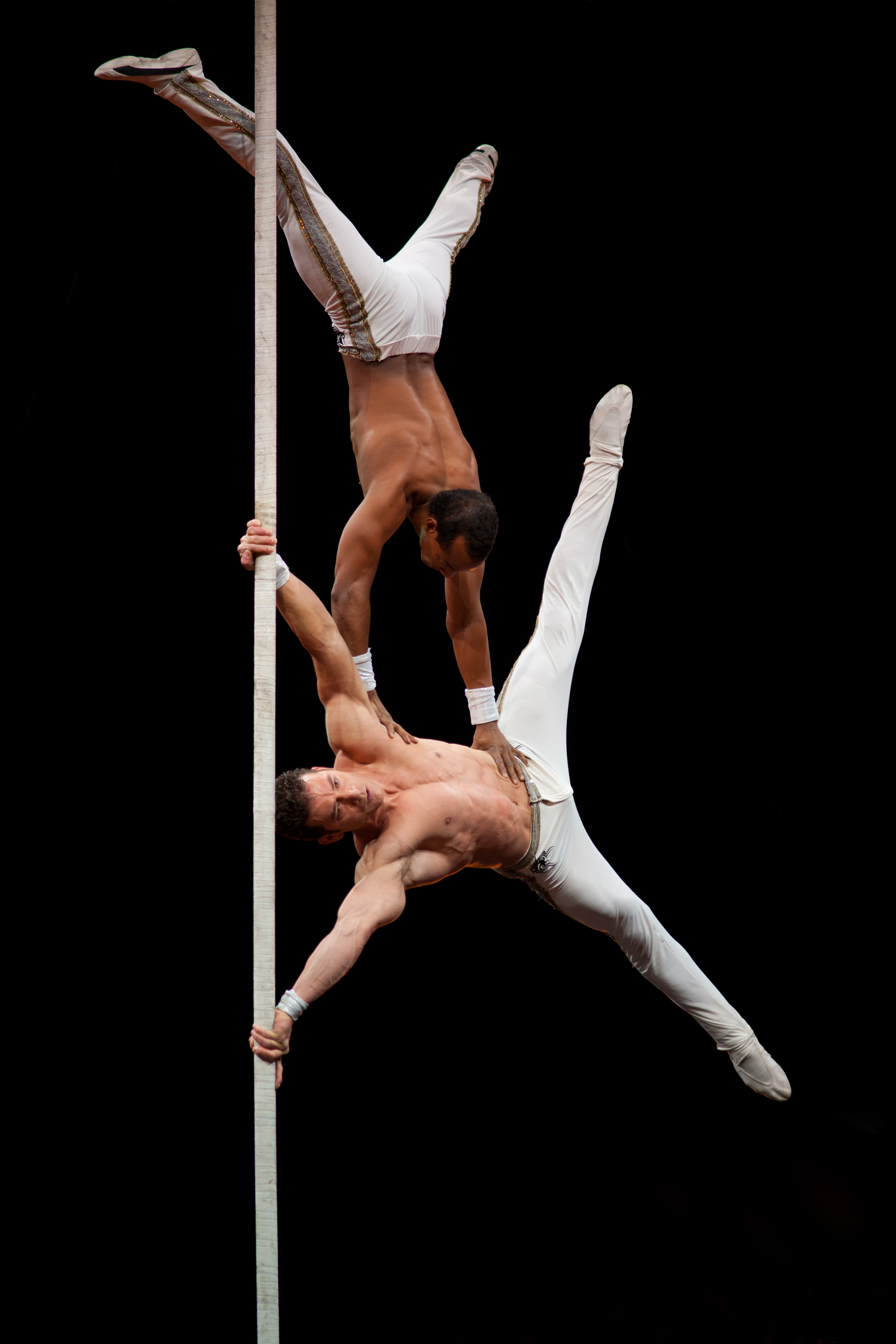
Les artistes cubains Leosvel et Diosmani au mât chinois, une discipline souvent usitée dans le cirque contemporain.

Le cirque contemporain est un type de spectacle de cirque dans lequel plusieurs genres artistiques sont combinés et où il s'agit moins de présenter des numéros incroyables que de représenter des réalisations artistiques poussées. À l'inverse du cirque traditionnel où le divertissement et le spectaculaire priment, le cirque contemporain cherche davantage à produire du sens et présente un propos, une vision artistique personnelle à chaque artiste. La volonté n'est plus de juxtaposer plusieurs numéros sans lien logique ou dramaturgique entre eux, mais au contraire de développer un spectacle complet, qui a du sens, dans lequel la notion même de numéro tend à disparaître.

## Historique
Dans les années 1960, le cirque traditionnel entame un déclin de popularité. Le public est de plus en plus concerné par les droits des animaux et intéressé par des formes alternatives de divertissement. Le nouveau cirque est un mouvement de spectacle vivant qui se développe alors en France dans les années 1970 et au début des années 1980, employant les aspects théâtraux du cirque pour raconter une histoire, et dramatisant les numéros d'acrobatie. Au début, aucun animal n'est utilisé dans ce type de cirque.
Ces précurseurs s'appellent « Cirque Bonjour », « Le Puits aux Images » qui allait devenir le « Cirque Baroque », « Cirque Aligre », « Cirque Plume », « Archaos », par ordre d'apparition. Leurs spectacles vont totalement changer le regard du public, et des pouvoirs publics, sur le monde du cirque et contribuer à la décision de créer l'École nationale de cirque et, au-delà de mettre en place une véritable politique pour la formation. D'autres, de plus en plus nombreux suivirent et en particulier « Zingaro », présenté dans de grands festivals comme Avignon et Aurillac.  
Puis, lors du Festival d'Avignon de 1995 et pour la première fois dans l'histoire du festival, un spectacle de cirque est présenté : Le Cri du Caméléon, spectacle de la septième promotion du Centre national des arts du cirque en France. Cet événement représente une charnière importante puisqu'il offrira une meilleure reconnaissance du cirque en tant qu'art et officialisera cette nouvelle forme qui, au fil de son évolution, s'appelle désormais cirque contemporain.

## Caractéristiques
L'une des caractéristiques majeures du cirque contemporain est, comme le prouvent la majorité des créations actuelles, de ne se concentrer plus que sur une seule discipline (par exemple la jonglerie, le trapèze ou le fil de fer, etc.), et d'en faire un spectacle complet. Ainsi, les spectacles pluridisciplinaires où plusieurs spécialités sont présentées (comme le fait encore par exemple le Cirque Plume, ou la Cie Feria Musica) tendent à devenir minoritaires et, pour reprendre l'expression de Jean-Michel Guy et de Julien Rosemberg employée dans leur DVD Le Nuancier du Cirque, cette émancipation fait que nous passons du cirque aux arts du cirque.
L'échange fécond avec les autres arts est également une caractéristique du cirque contemporain. La danse, le théâtre, la musique, la vidéo, voire l'architecture ou les arts plastiques ont en effet beaucoup influencé les arts du cirque ces dernières décennies. Il est d'ailleurs courant que les artistes de cirque fassent appel à des metteurs en scène de théâtre ou des chorégraphes pour les aider à créer leurs spectacles.
Une autre caractéristique, qui dépendait davantage d'une raison économique au début, mais qui est devenue un choix esthétique pour de nombreuses compagnies aujourd'hui : les spectacles de cirque contemporain sont présentés très souvent dans des salles de spectacle, plutôt que sous chapiteau. D'autres lieux sont explorés : rue, musées, écoles, prisons...
De même, les formats de durée et de jauge peuvent être très variables. 